# Federico Ceccherini
Pour les articles homonymes, voir Ceccherini.
Federico Ceccherini, né le 11 mai 1992 à Livourne en Italie, est un footballeur italien qui évolue au poste de défenseur central à l'US Cremonese.

## Carrière
Il inscrit un but en Serie A lors de la saison 2016-2017.